# Pierroberto Folgiero
Pierroberto Folgiero (Roma, 9 giugno 1972) è un dirigente d'azienda e dirigente pubblico italiano, amministratore delegato e direttore generale di Fincantieri S.p.A. dal 16 maggio 2022.

## Biografia
Nel 1995, dopo essersi laureato in Economia e Commercio presso la LUISS "Guido Carli" di Roma, si iscrive in qualità di Dottore Commercialista all’albo dei Revisori Contabili UE. Nel 2003 prosegue gli studi presso l’INSEAD di Fontainebleau, dove frequenta l’Executive Education Program in General Management.

### Attività professionale
La sua carriera ha inizio nell’area Amministrazione, Finanza e Controllo di Agip Petroli, per poi proseguire in Ernst & Young, con il ruolo di assistente esperto e, successivamente, in PricewaterhouseCoopers in qualità di responsabile del servizio finanziario. Nel 2000 entra in Wind Telecomunicazioni, ricoprendo negli anni diverse mansioni prima di essere nominato responsabile dello sviluppo aziendale nel 2006. Nel 2008 diventa direttore finanziario e direttore generale della compagnia Tirrenia di Navigazione, partecipando ai processi di ristrutturazione e di privatizzazione dell'azienda, allora a controllo statale.
Nel settembre 2010 entra nel gruppo Maire Tecnimont in qualità di direttore finanziario della KT S.p.A., controllata attiva nel settore Oil&Gas, assumendo la carica di amministratore delegato a partire dal giugno 2011. Nel maggio 2012 viene nominato Amministratore Delegato di Tecnimont S.p.A., che nel gruppo opera come large-scale EPC Contractor nel settore dello hydrocarbon processing, e direttore generale della capogruppo, diventando anche membro del Consiglio di Amministrazione il 31 ottobre dello stesso anno. A maggio 2013 viene eletto amministratore delegato di Maire Tecnimont, incarico che mantiene fino al 2022. In questi anni, oltre a ricoprire il ruolo di presidente del Supervisory Board di Stamicarbon, centro di licensing e IP di Maire Tecnimont, guida anche le controllate Tecnimont, KT e, dal 2019, NextChem, società specializzata nel settore della chimica verde e delle tecnologie a supporto della transizione energetica.
Il 16 maggio 2022 ha sostituito Giuseppe Bono in qualità di amministratore delegato e direttore generale del Gruppo Fincantieri.

### Attività accademica
È titolare della cattedra in Management of Circular Economy presso l’Università LUISS "Guido Carli" di Roma, dove ricopre anche l’incarico di membro dell’Advisory Board.
Dal febbraio 2023 siede, inoltre, all’interno del Consiglio di Amministrazione di MIB Trieste School of Management, che eroga programmi post-laurea focalizzati sull’alta formazione manageriale.

### Altri incarichi
- Da novembre 2022 è membro del Comitato Direttivo dell’associazione europea della cantieristica navale EUROYARDS.[8]
- Dal 28 marzo 2023 è presidente di Naviris, joint venture paritetica tra Fincantieri e Naval Group.[11]
- Da maggio 2023 siede nel Consiglio di Amministrazione di Fondazione NordEst.[12]
- Dal 31 maggio 2023 è membro del Consiglio Generale di Confindustria.[13]
- Da giugno 2023 è membro della Giunta di Assonime.[14]
- Dal 18 gennaio 2024 è presidente di Cetena S.p.A., società in cui ha ricoperto anche la carica di CEO fino a tale data.[15]
- Dal 20 novembre 2024 è membro del Board di ASD (AeroSpace and Defence Industries Association of Europe).[16]
- Dal 3 dicembre 2024 è membro dell'International Advisory Board of ENGAGE.EU.[17]
- Dal 15 gennaio 2025 è Presidente di WASS Submarine Systems S.r.l.[18]
- È stato amministratore delegato di Fincantieri Nextech S.p.A. da agosto 2023 al 14 gennaio 2024.[19]
- È stato nel 2024 presidente dell’Advisory Board del Consorzio Elis nel semestre di presidenza BNL “Includere per crescere”.[20]